# Gentianella fuscicaulis
Gentianella fuscicaulis är en gentianaväxtart som beskrevs av Fabris. Gentianella fuscicaulis ingår i släktet gentianellor, och familjen gentianaväxter. Inga underarter finns listade i Catalogue of Life.